# Valongo

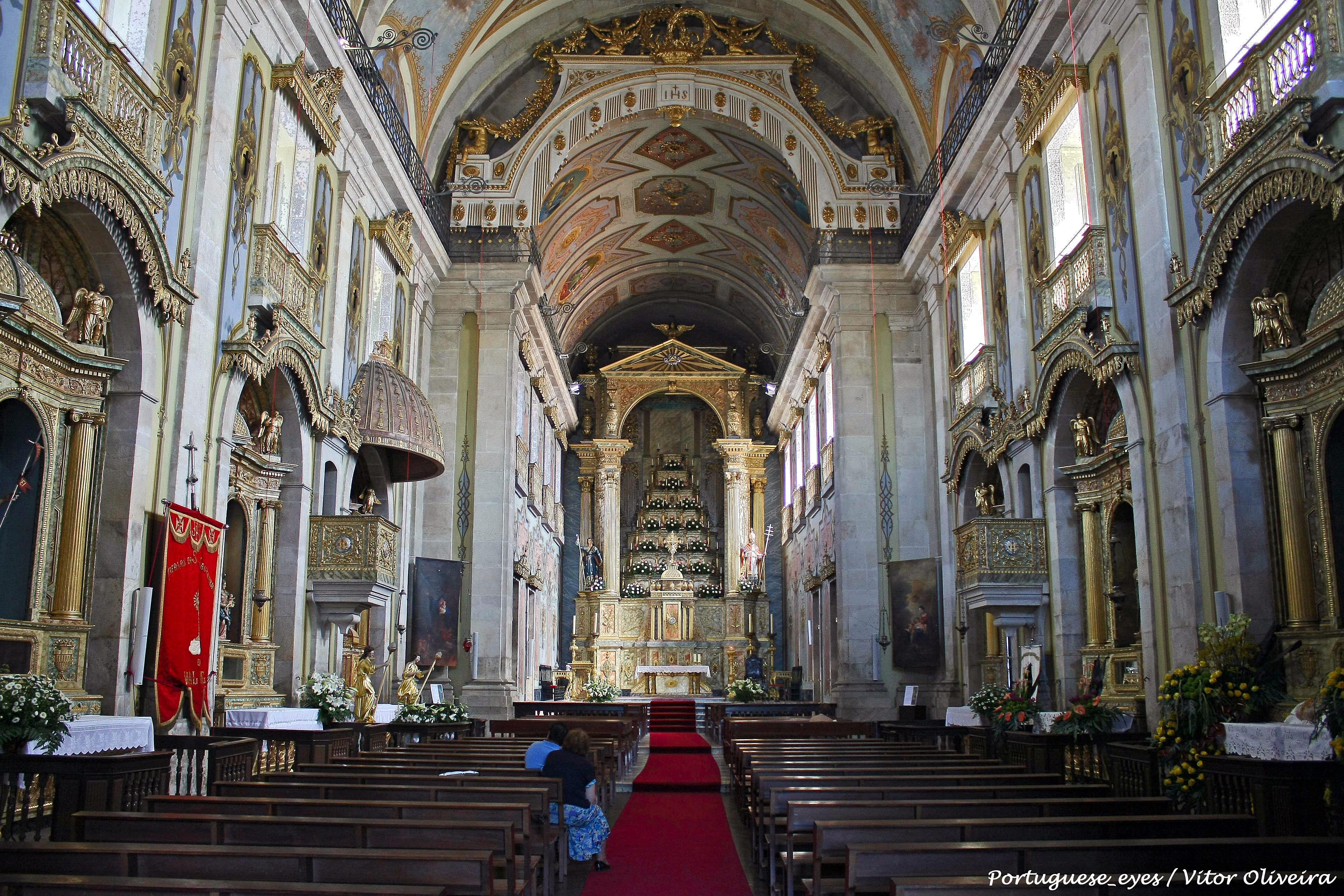
Igreja Matriz de Valongo

Valongo é uma cidade portuguesa localizada na sub-região da Área Metropolitana do Porto, pertencendo à região do Norte e ao distrito do Porto. 
É sede do município de Valongo que tem uma área total de 75,12 km2, 101.464 habitantes em 2024 e uma densidade populacional de 1.350 habitantes por km2, subdividido em 4 freguesias. O município é limitado a norte pelo município de Santo Tirso, a nordeste por Paços de Ferreira, a leste por Paredes, a sudoeste por Gondomar e a oeste pela Maia.

## História

### Antecedentes
Populada desde o Paleolítico, a região de Valongo foi ocupada por diversos povos que deixaram as suas marcas, tornando-se parte do Condado Portucalense no século IX. Já nesse século, existiria, a atual freguesia de Campo (então conhecida por S. Martinho de Valongo) e incluiria a atual freguesia de Valongo (incluindo a "aldeia de Susão"), que se tornaria uma freguesia separada nos séculos seguintes. Durante este tempo, o Rio Ferreira, que atravessa o atual território do concelho, terá servido de linha de fronteira entre o território de Anégia e o território de Portucale
Pelas Inquirições de 1295, sabe-se que o atual concelho se repartia à data entre o Julgado de Aguiar de Sousa – que incluía S.Martinho de Campo e Sobrado - e o Julgado da Maia - onde se incorporavam S.Vicente da Queimadela (Alfena), Valongo e S.Lourenço de Asmes (Ermesinde).

### Criação do concelho e resto do século XIX
No dealbar do século XIX, Valongo vive as vicissitudes da presença das tropas de Napoleão, aquando das Invasões Francesas. Uma divisão instala-se em Valongo, transforma a igreja em cavalariça e saqueia valores a particulares e à igreja. Em 1832, a região é palco das Guerras Liberais – Constitucionais e Miguelistas enfrentam-se na Batalha da Ponte Ferreira. Em Ermesinde, o antigo Convento de Nª. Srª. do Bom Despacho (Stª. Rita), torna-se hospital militar das forças absolutistas e no adro da igreja são enterrados em vala comum muitos dos que pereceram no Cerco do Porto.[carece de fontes?] Finda a guerra, o valonguense António Dias de Oliveira exerce a sua influência com a rainha D. Maria II para criar o concelho de Valongo, o que é oficializado por decreto publicado a 29 de novembro de 1836, contando com as freguesias de Sobrado, Campo e Gandra (que pertenciam ao extinto concelho de Aguiar de Sousa) e Alfena, Ermesinde e Valongo (que pertenciam ao concelho da Maia). A freguesia de Valongo é nesta altura a mais populosa, com 40% dos fogos de todo o concelho, ainda antes da saída de Gandra, em 1837.

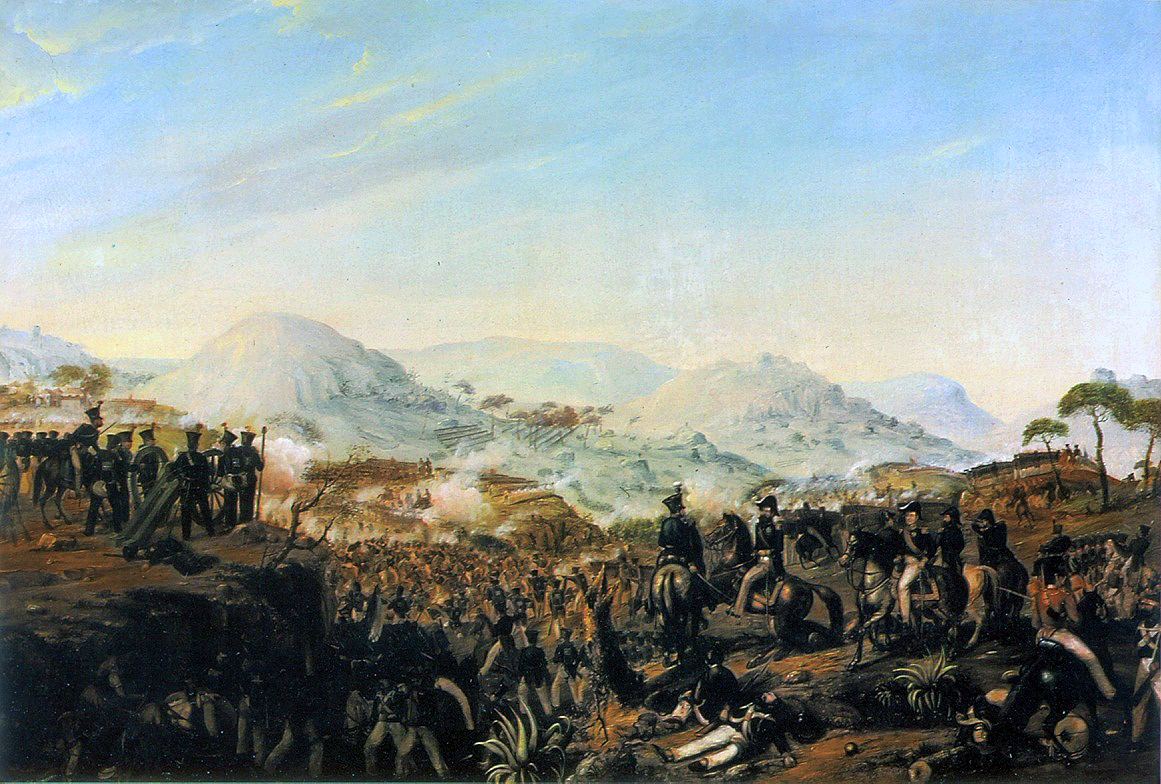
Batalha de Ponte Ferreira

A 18 de maio de 1852, decorreu um almoço na Travagem oferecido pela C.M. Valongo à Família Real composta pela Rainha D. Maria II, o Rei D. Fernando II e os príncipes D. Pedro (futuro D. Pedro V) e D. Luís (futuro D. Luís I). Este almoço decorreu na última visita de D. Maria II ao norte de Portugal em forma de agradecimento pela criação do Concelho de Valongo em 1836.
Anos mais tarde, haveria nova visita real, desta vez por D. Luís e D. Maria Pia. "Durante muito tempo, falou-se ainda com grande admiração dos gigantescos e belos arcos que foram feitos em muitos lugares de passagem do cortejo e que deram aos festejos um esplendor admirável."
Contudo, num plano mais geral, recrudescem os fatores de desenvolvimento que se vinham observando. É entre os finais do século XVIII e os inícios do século XX que se constroem as grandes casas de lavoura em todas as povoações cujo cariz rural permanecerá por mais tempo. Adensa-se e multiplica-se a rede viária dentro dos limites do concelho, que passa a ser servido por transportes como o carro elétrico e o comboio. Sucede-se a abertura de estabelecimentos comerciais, com particular relevo para a principal artéria de Valongo e outros locais de Ermesinde. Os agregados populacionais alongam sucessivamente os seus termos com a chegada contínua de gentes vindas do interior.[carece de fontes?]
Assiste-se também à instalação de várias indústrias. Aindao século XIX, começa a exploração sistemática de ardósia e extrai-se ainda do subsolo antimónio. Nos limites de Ermesinde implantam-se grandes fábricas de cerâmica, resineira, têxtis e metalurgia. Campo e Sobrado conservam um maior pendor de ruralidade. Domina o regime de minifúndio com produções tradicionais – a vinha, o milho e as forragens, a que está ligada a produção de leite. Têm surgido culturas novas como a kiwicultura e a hortifloricultura.[carece de fontes?]
A 8 de dezembro de 1883, é inaugurada a iluminação pública na vila, mas esta é interrompida em 1885 devido ao seu elevado custo, só sendo retomada em 1888, durante a presidencia de António Oliveira Zina. Em 1887, já tinha sido inaugurada a Estação Telégrafo-Postal da vila.
Em 1889, Oliveira Zina submete um desenho para o brasão de armas, que é aprovado por unanimidade.
Em 1893, Sobrado acolhe os exercícios militares da Balsa, bem como a visita do Rei D. Carlos que passa a noite na Residência Paroquial. O rei terá sido entusiasticamente saudado no trajeto entre a Estação de Valongo (uma vez que veio de comboio) até Sobrado.[carece de fontes?]

### Implantação da República

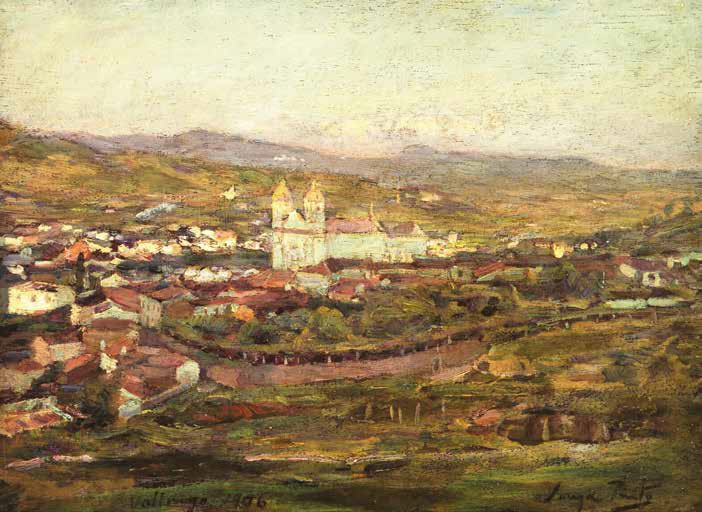
Valongo, em 1906

O executivo municipal liderado por António Mendes Moreira, abade de Sobrado, procedeu à proclamação da República Portugueza a 10 de Outubro de 1910 estando lavrado em ata que ”(…) este município congratula-se com o notável acontecimento que há-de ficar registado em letras douradas paginas da historia pátria e declara solennemente proclamada a Republica Portugueza.” No dia seguinte, Mendes Moreira (provavelmente monárquico) é substituído na presidência do executivo camarário de Valongo por Joaquim da Maia Aguiar, defensor do republicanismo.[carece de fontes?]
A proclamação da República em Valongo fez-se no dia 10 de Outubro. O ainda presidente da Câmara Municipal de Valongo, António Mendes Moreira (abade de Sobrado) disse: «Tendo sido implantada pelo exército e pelo povo da Capital, a Republica Portuguesa e abolidas as instituições monárquicas, a este município compete também pronunciar-se sobre tão glorioso acontecimento de que se esperam resultados úteis e profícuos para o progresso e prosperidade da pátria. (...) Que não pode Vallongo deixar de aderir também ao novo regime, que, estamos convencidos, é para bem de todos os portugueses e vem marcar uma nova e luminosa era de regeneração e de prosperidade para a pátria. Que em nome, deste município, congratula-se com o notável acontecimento há-de ficar registado em letras de ouro das páginas da história pátria e declara solenemente proclamada a Republica Portuguesa. (...)" No dia seguinte, 11 de Outubro de 1910, reuniu pela 1.ª vez a Comissão Municipal Republicana de Valongo, liderada por Joaquim da Maia Aguiar (substituindo o abade de Sobrado, que provavelmente nutria um ideal monárquico). Seguiu-se a proclamação da república nas restantes freguesias: Ermesinde (27 de outubro), Alfena (4 de novembro), Valongo (28 de outubro), Sobrado (28 de outubro) e Campo (30 de outubro).
Em 29 de Setembro de 1911, rebentou no Porto e em alguns concelhos vizinhos uma conspiração que tentou repor a monarquia mas sem sucesso. Em 3 de Outubro, o Administrador do Concelho, Dr. Maia Aguiar solicita ao Comissário Geral da Polícia Civil do Porto a captura do Reverendo Paulo António Antunes, abade de Ermesinde sob a acusação de que o mesmo teria contactado os párocos de Alfena, Valongo e Sobrado, convidando-os […] para o auxiliarem n´um movimento revolucionário, pedindo-lhes para mandarem tocar os sinos a rebate, quando fosse de madrugada, aliciando o povo e seguindo com elle para a sede do concelho, a fim de tomarem conta da Camara e administração, ficando elle administrador. Neste período grande parte dos párocos deste concelho foram expulsos das residências paroquiais, tiveram que se exilar ou foram presos. Foi um momento conturbado, caracterizado pela perseguição republicana à Igreja católica.
A 19 de janeiro de 1919 é proclamada no Porto a restauração da monarquia que durou apenas 25 dias, até 13 de fevereiro de 1919. Todo o norte de Portugal aderiu a esta revolução (incluindo Valongo), excluindo Chaves que se manteve republicano.[carece de fontes?]
Nos anos 40-50 surge na vila o fascínio do hóquei em patins, depois do grande resultado da equipa portuguesa nos campeonatos mundias, culminando com a fundação da Associação Desportiva de Valongo em 1955.

### Atualidade

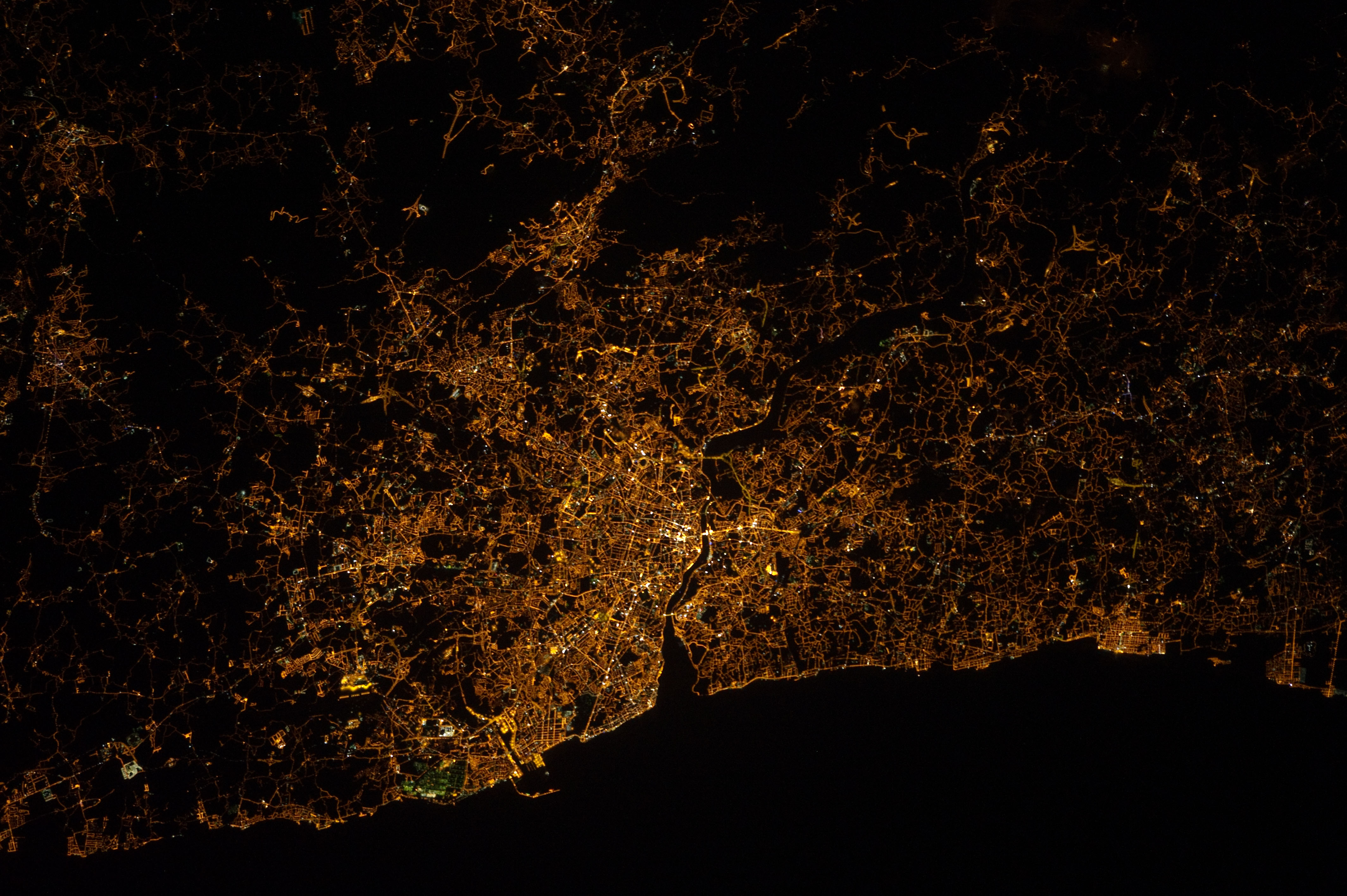
Área Metropolitana do Porto à noite, vista do espaço (Valongo no topo)

Após a restauração da república, Valongo desenvolve-se gradualmente, influenciado pelo crescimento industrial e económico da Cidade do Porto. O comboio e posteriormente as excelentes acessibilidades rodoviárias propiciam um crescimento populacional e económico extraordinários. Valongo é hoje um município empenhado em cumprir um desenvolvimento harmonioso e equilibrado, em que o crescimento económico terá de conviver com a preservação dos bens culturais e naturais, sendo essa uma dualidade que, segundo a gestão do município, garantirá sempre a qualidade de vida. Esta aposta refletiu-se no facto de a cidade de Valongo ter sido uma das duas cidades da UE (a outra foi a cidade neerlandesa de Winterswijk) que receberam o prémio European Green Leaf - distinção atribuída pela Comissão Europeia - de 2022. Valongo é a segunda cidade portuguesa a receber o prémio, depois de Torres Vedras, que o recebeu em 2015.

## Demografia
O município de Valongo tinha, em 2024, um total de 101.464 habitantes e 75,12 km2 de área, sendo 58,3% desse território áreas florestais, estando a zona urbana maioritariamente localizada numa faixa central que percorre o município na direção sudeste-noroeste.
Em 2023, havia 2 922 estrangeiros com estatuto legal de residência no município, sendo que 1 909 tinham nacionalidade brasileira.

### População
| Número de habitantes | Número de habitantes | Número de habitantes | Número de habitantes | Número de habitantes | Número de habitantes | Número de habitantes | Número de habitantes | Número de habitantes | Número de habitantes | Número de habitantes | Número de habitantes | Número de habitantes | Número de habitantes | Número de habitantes | Número de habitantes |
| -------------------- | -------------------- | -------------------- | -------------------- | -------------------- | -------------------- | -------------------- | -------------------- | -------------------- | -------------------- | -------------------- | -------------------- | -------------------- | -------------------- | -------------------- | -------------------- |
| 1864                 | 1878                 | 1890                 | 1900                 | 1911                 | 1920                 | 1930                 | 1940                 | 1950                 | 1960                 | 1970                 | 1981                 | 1991                 | 2001                 | 2011                 | 2021                 |
| 8 511                | 9 450                | 11 188               | 11 853               | 13 811               | 14 763               | 17 239               | 23 568               | 27 939               | 33 300               | 41 265               | 64 234               | 74 172               | 86 005               | 93 858               | 94 672               |

(Obs.: Número de habitantes "residentes", ou seja, que tinham a residência oficial neste município à data em que os censos  se realizaram.)
| Número de habitantes por Grupo Etário | Número de habitantes por Grupo Etário | Número de habitantes por Grupo Etário | Número de habitantes por Grupo Etário | Número de habitantes por Grupo Etário | Número de habitantes por Grupo Etário | Número de habitantes por Grupo Etário | Número de habitantes por Grupo Etário | Número de habitantes por Grupo Etário | Número de habitantes por Grupo Etário | Número de habitantes por Grupo Etário | Número de habitantes por Grupo Etário | Número de habitantes por Grupo Etário | Número de habitantes por Grupo Etário |
| ------------------------------------- | ------------------------------------- | ------------------------------------- | ------------------------------------- | ------------------------------------- | ------------------------------------- | ------------------------------------- | ------------------------------------- | ------------------------------------- | ------------------------------------- | ------------------------------------- | ------------------------------------- | ------------------------------------- | ------------------------------------- |
|                                       | 1900                                  | 1911                                  | 1920                                  | 1930                                  | 1940                                  | 1950                                  | 1960                                  | 1970                                  | 1981                                  | 1991                                  | 2001                                  | 2011                                  | 2021                                  |
| 0-14 Anos                             | 4 305                                 | 5 186                                 | 5 420                                 | 6 019                                 | 8 596                                 | 9 646                                 | 12 259                                | 15 380                                | 19 503                                | 16 466                                | 15 349                                | 15 539                                | 12 746                                |
| 15-24 Anos                            | 2 229                                 | 2 475                                 | 2 901                                 | 3 589                                 | 4 112                                 | 5 392                                 | 5 627                                 | 6 840                                 | 11 913                                | 13 937                                | 13 060                                | 10 480                                | 10 313                                |
| 25-64 Anos                            | 4 570                                 | 5 272                                 | 5 713                                 | 6 876                                 | 9 447                                 | 11 421                                | 13 788                                | 16 960                                | 28 969                                | 38 470                                | 49 173                                | 55 353                                | 53 208                                |
| = ou > 65 Anos                        | 633                                   | 633                                   | 605                                   | 782                                   | 1 051                                 | 1 390                                 | 1 626                                 | 2 085                                 | 3 849                                 | 5 299                                 | 8 423                                 | 12 486                                | 18 405                                |

(Obs: De 1900 a 1950 os dados referem-se à população "de facto", ou seja, que estava presente no município à data em que os censos se realizaram. Daí que se registem algumas diferenças relativamente à designada população residente)

## Freguesias

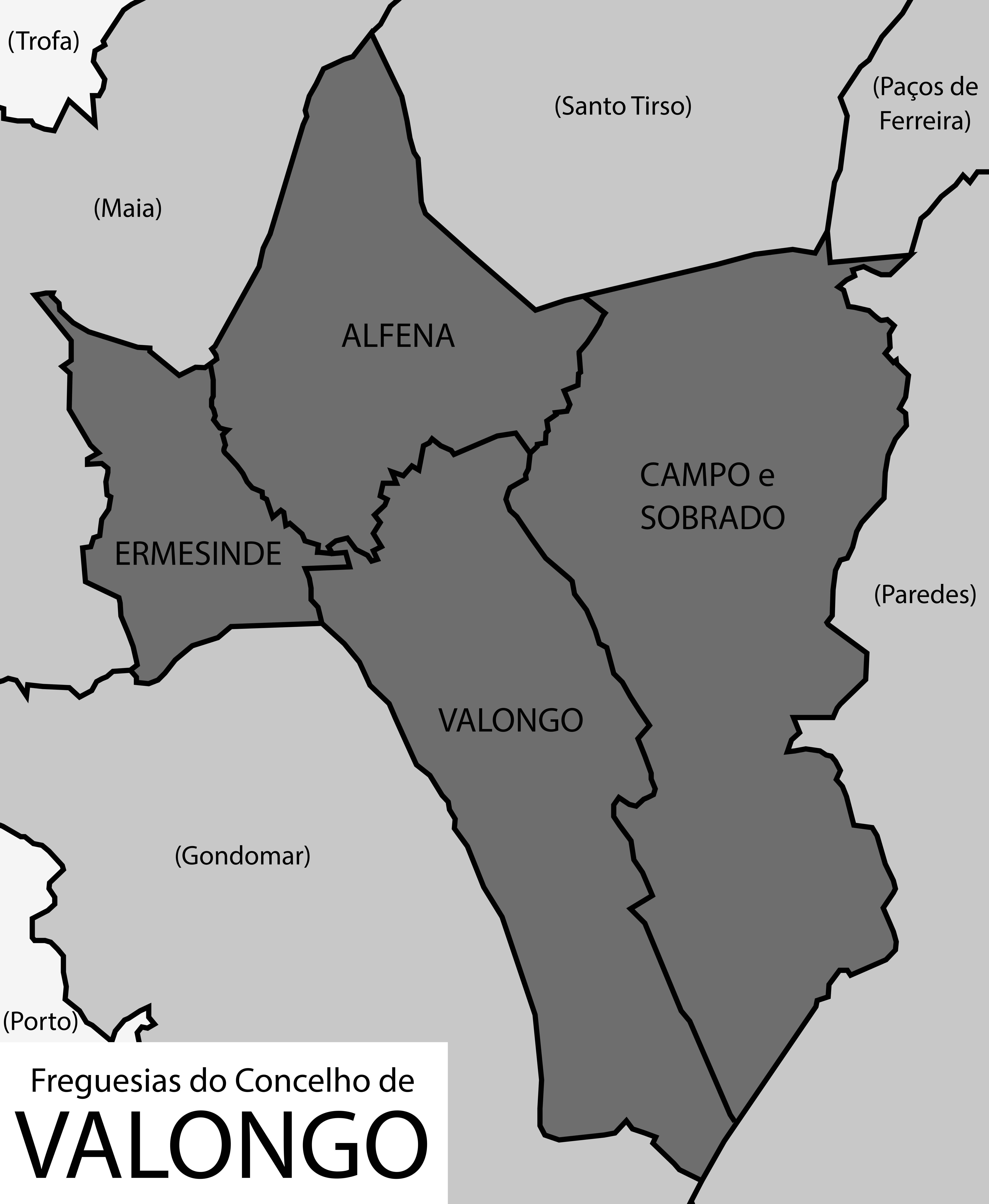
Freguesias do município de Valongo, depois da Reorganização Administrativa de 2013

O município de Valongo é composto por 4 freguesias:
- Alfena
- Ermesinde
- Campo e Sobrado
- Valongo

A reorganização administrativa de 2013 uniu as freguesias de Campo e de Sobrado, estabelecendo a União de Freguesias de Campo e Sobrado.

## Património
O Município possui um vasto património natural e histórico, que inclui vestígios da ocupação romana, do desenvolvimento industrial dos séculos XIX e XX, e estruturas de carácter religioso.

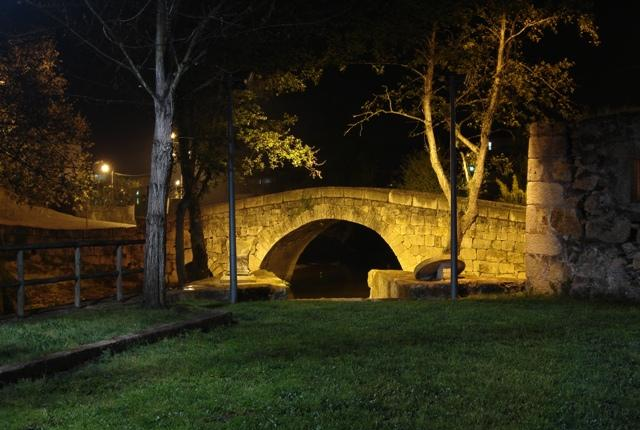
Ponte de S. Lázaro, Alfena

### Alfena
- Ponte, capela e parque de São Lázaro
- Ponte dos Sete Arcos
- Portal do Ribeiro
- Portal das Telheiras
- Igreja Matriz de Alfena
- Capela de S. Roque (ligada ao Caminho de Santiago)

### Campo

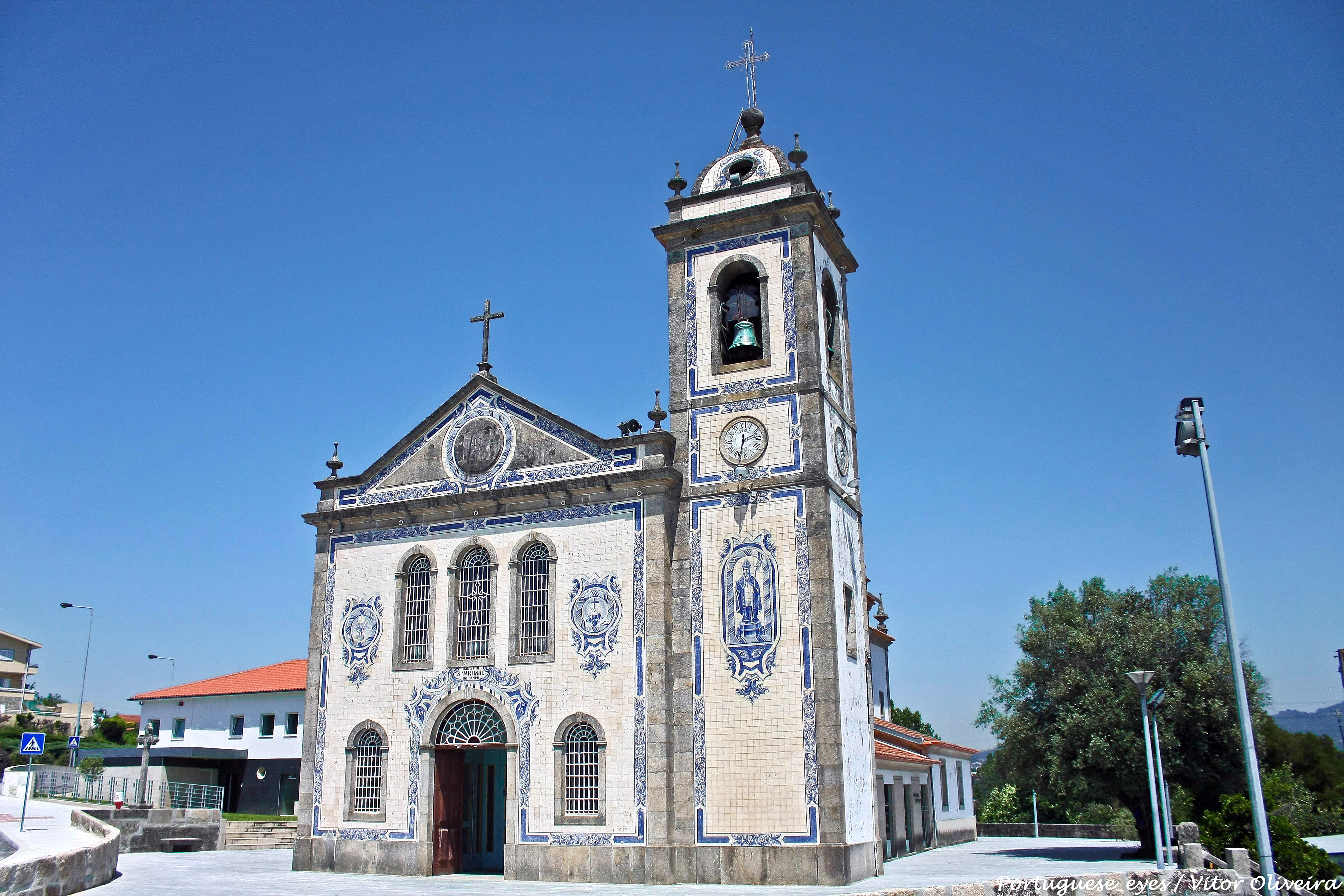
Igreja Matriz de Campo

- Capela de Nª Sra da Encarnação
- Empresa de Lousas de Valongo
- Igreja Matriz de Campo
- Quinta do Visconde do Paço
- Ponte e Aqueduto dos Arcos
- Ponte da Milhária
- Ponte de Luriz
- Ponte Ferreira

### Ermesinde

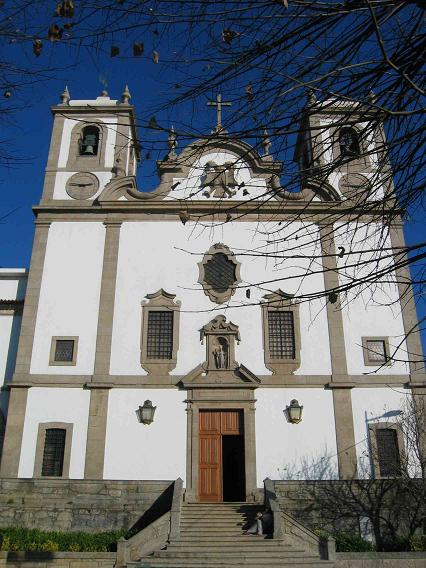
Igreja de Santa Rita, Ermesinde

- Estação de Ermesinde
- Igreja do Sagrado Coração de Jesus
- Igreja Matriz de Ermesinde
- Capela de São Silvestre
- Colégio de Ermesinde
- Cruzeiro do Centenário
- Fábrica Textil de Sá
- Pontes da Travagem
- Vila Beatriz
- Parque Urbano Dr. Fernando Melo

### Sobrado

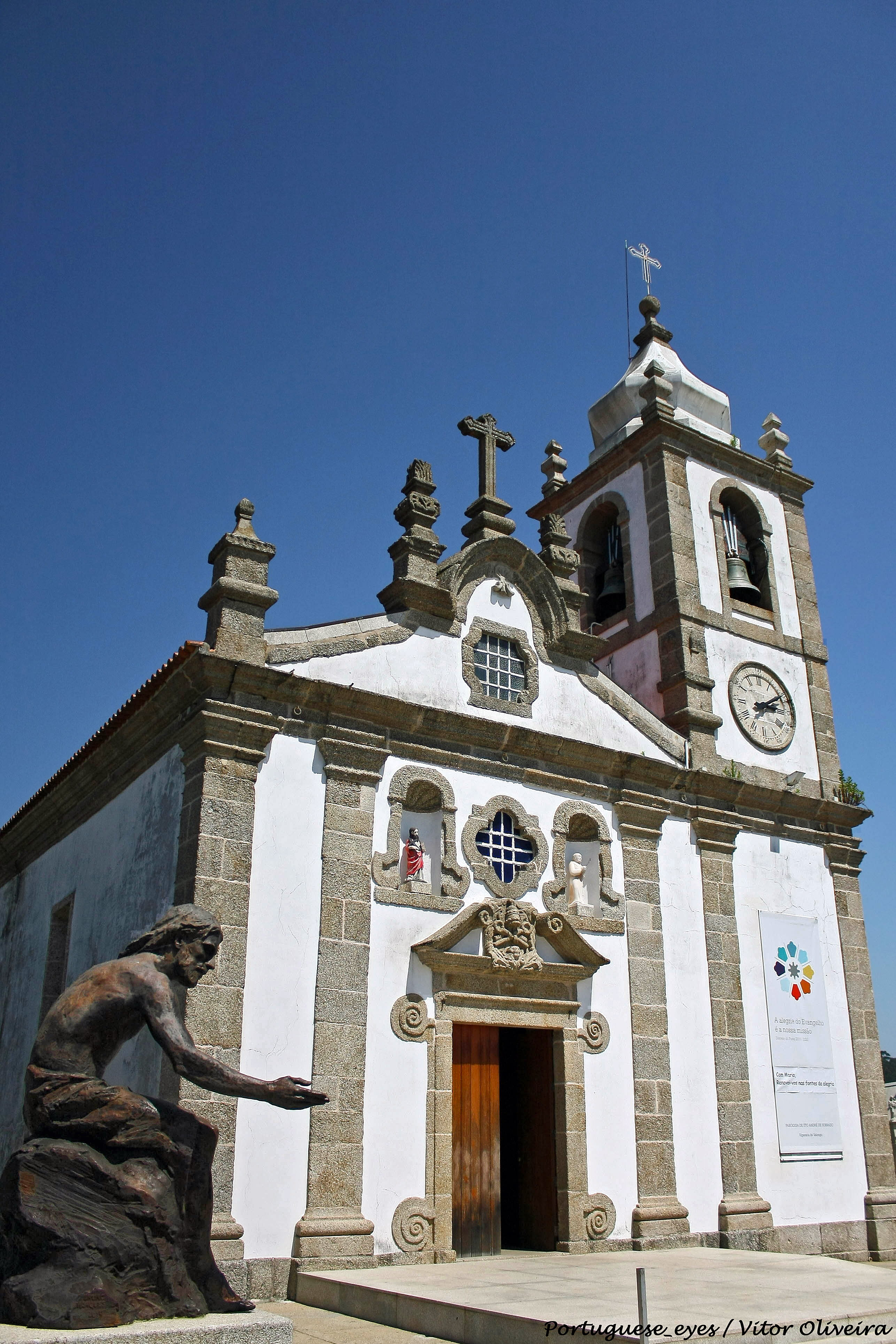
Igreja Matriz de Sobrado

- Fábrica de Fiação da Balsa
- Capela de Nª Sra das Necessidades
- Capelas de S. Gonçalo
- Igreja Matriz de Sobrado
- Ponte da Pinguela
- Ponte da Balsa
- Ponte e Aqueduto do Açude
- Ponte de S. André

### Valongo
- Aldeia de Couce
- Capela de Nª Sra da Hora
- Capela de Nª Sra da Luz/ Neves
- Núcleo Rural do Susão
- Capelas de Sta Justa e S. Sabino
- Casa do Anjo
- Cruzeiro do Padrão
- Estação de Valongo
- Fojo das Pombas
- Igreja Matriz de Valongo
- Antigos Paços do Concelho
- Largo do Centenário
- Minas da Serra de Santa Justa
- Parque das Serras do Porto

## Cultura
Valongo possui neste momento uma agenda cultural diversificada e de qualidade. Desde festas religiosas, eventos desportivos, entre muitos outros. O município dispõe ainda de um vasto conjunto de infraestruturas e equipamentos culturais por todas as freguesias.

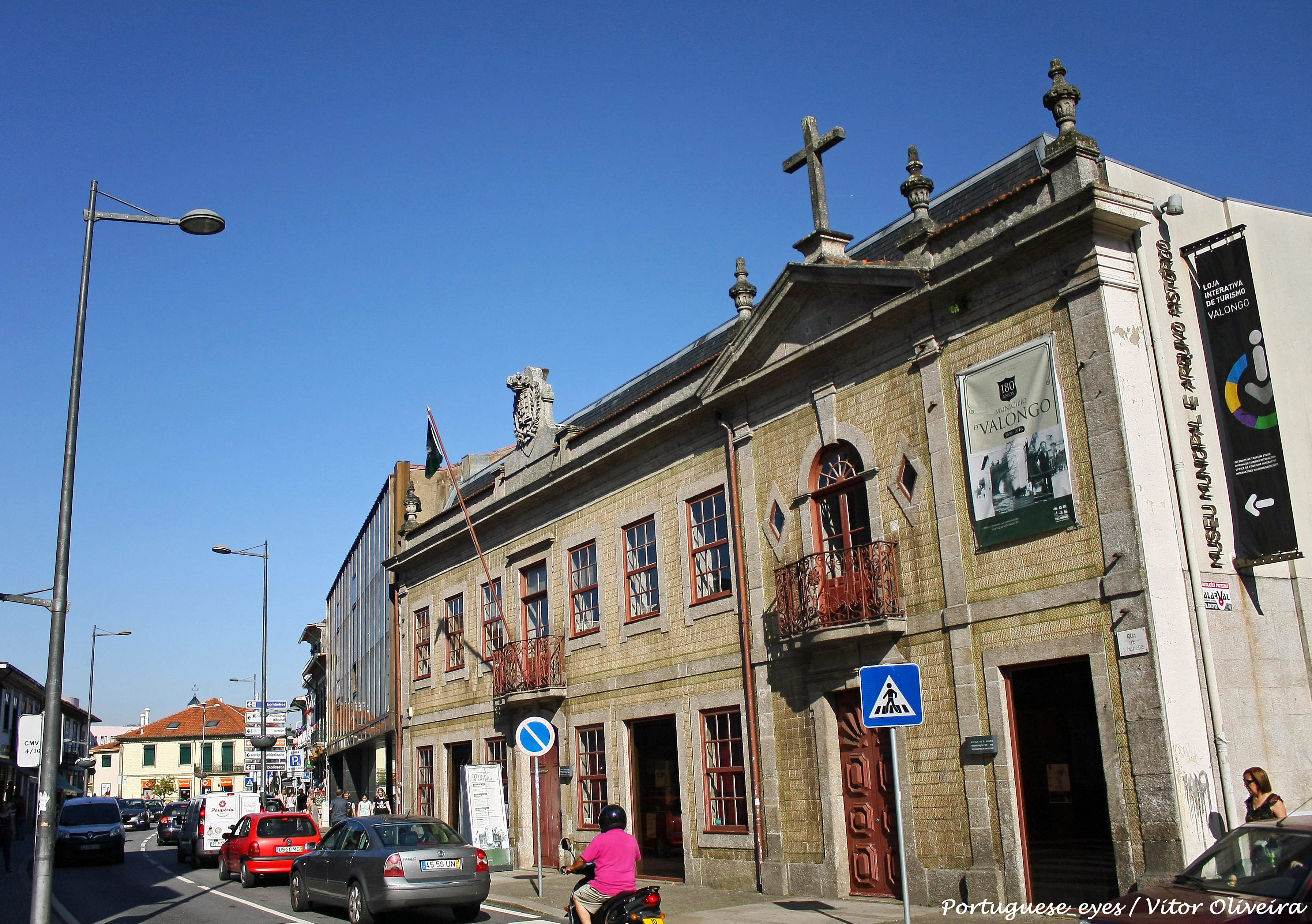
Arquivo Histórico e Museu Municipal de Valongo

### Eventos Culturais
- Festa do Brinquedo
- FolkFest Alfena - Bienal Internacional de Folclore da Cidade de Alfena
- Magic Valongo
- Expoval
- Entretanto Teatro
- Sobrado em Festa
- Semana das Associações de Campo
- São João de Sobrado
- Marchas de São João
- Feira da Regueifa e do Biscoito
- Corrida de S. Silvestre de Ermesinde
- Aldeia de Natal
- Alma do Fado
- Festas da Cidade de Valongo
- Festas de Santa Rita
- Trail Quinta das Arcas
- Couce em Festa
- Feira do Livro do Concelho de Valongo
- Parque das Serras do Porto
- Tradicionais Procissões dos Santos Passos
- Trilhos do Paleozoico
- Chocolate com Letras

### Espaços Culturais
- Fórum Cultural de Ermesinde (Ermesinde)
- Fórum Cultural Vallis Longus (Valongo)
- Vila Beatriz (Ermesinde)
- Museu da Lousa (Campo)
- Museu Municipal de Valongo (Valongo)
- Núcleo Museológico da Panificação (Campo)
- Centro Cultural de Alfena (Alfena)
- Arquivo Histórico Municipal (Valongo)
- Biblioteca Municipal de Valongo (Valongo)
- Centro Cultural de Campo (Campo)
- Centro de Documentação da Bugiada e Mouriscada (Sobrado)

## Marcas Institucionais de Valongo
Institucionalmente, a Câmara Municipal de Valongo instituiu 6 marcas para afirmação turístico-cultural do município:

### Património religioso
A igreja simboliza o património religioso, sendo uma das vertentes mais difundidas e imponentes do património edificado do concelho. As igrejas matrizes, as capelas, as alminhas, os calvários e os cruzeiros são as marcas mais evidentes de uma devoção ao sagrado, característica de populações ligadas à terra e a tudo o que dela emana. Estas não se pouparam a esforços para a criação dos mais belos exemplares para louvar a Deus, em agradecimento das benesses recebidas. Todos e cada um dos elementos que constituem este conjunto são um marco na paisagem, contam-nos uma página da história local e em alguns casos são o testemunho de incríveis estórias pessoais.

### Lousa
A lousa escolar - o nosso ipedra ou tablet- simboliza a indústria da extração e transformação da ardósia, assim como todas as atividades a elas associadas. A ardósia formou-se há cerca de 350 milhões de anos com a concreção dos sedimentos arrastados pelos rios para o fundo do mar, através de fortes pressões e temperaturas muito elevadas. Usada desde sempre para as mais variadas aplicações, viu a sua extração ser industrializada em meados do século XIX, através da companhia inglesa “The Vallongo Slate & Marble Quarries”. As lousas e as penas escolares talvez sejam os exemplos mais simbólicos da aplicação desta versátil matéria-prima, porque permitiram que milhares de pessoas pudessem ter aprendido a ler e a escrever, usando um material ecológico e em constante reciclagem.

### Brinquedo
Este brinquedo simboliza a indústria do fabrico de brinquedo no concelho, particularmente na freguesia de Alfena, que passou pelo uso de diferentes matérias-primas: terracota, papel, madeira, chapa, celuloide e plástico, que foram acompanhando a evolução dos tempos. O que começou por ser uma forma de ocupar tempos mortos entre lides agrícolas e alegria dos mais pequenos, rapidamente se tornou uma fonte de rendimento. Uns paus e tábuas afeiçoados e toscamente pintados deram origem a brinquedos populares, que reproduziam os usados nas tarefas quotidianas. A madeira deu lugar à chapa, muitas vezes reaproveitada de latas de óleo e conservas, que se transformou em veículos de todos os géneros para os rapazes; fogões e ferrinhos de brunir para as meninas. O celuloide foi criado para satisfazer uma escassez de materiais durante a segunda guerra mundial. Foi de curta duração dada a sua fragilidade, mas deixou o caminho aberto para o plástico.

### Bugios e Mourisqueiros
O Bugio e o Mourisqueiro representam as festas, as romarias e as procissões, que são o aspeto lúdico-devocional mais visível das manifestações do património cultural imaterial, que têm lugar no nosso concelho.
A Bugiada e Mouriscada é a festa que pela sua originalidade, quer a nível nacional quer internacional, mais se destaca no património imaterial. Nesta festa que envolve a participação de centenas de participantes locais, recria-se a luta entre Bugios (cristãos) e Mourisqueiros (infiéis) pela posse da imagem milagrosa de S. João Batista e replica-se a incessante luta entre o bem e o mal. Para além desta trama estrutural fazem parte outras cenas relacionadas com as vivências quotidianas.

### Regueifa e biscoito
O ícone da regueifa simboliza a indústria da panificação e do biscoito. O fabrico de pão está documentado desde a Idade Média, sendo para além de alimento indispensável do dia-a-dia, meio para pagamento de foros.  É provável que o biscoito tenha feito parte das rações dos marinheiros no período dos descobrimentos, abrindo-se assim caminho para o fabrico do biscoito que hoje conhecemos. Com a introdução do milho graúdo americano, a broa ganhou destaque e com as invasões francesas passa a ser produzido o “mollet”. Actualmente a regueifa é considerada uma iguaria no mundo do pão, sendo famosas as regueifas de Valongo.

### Serras

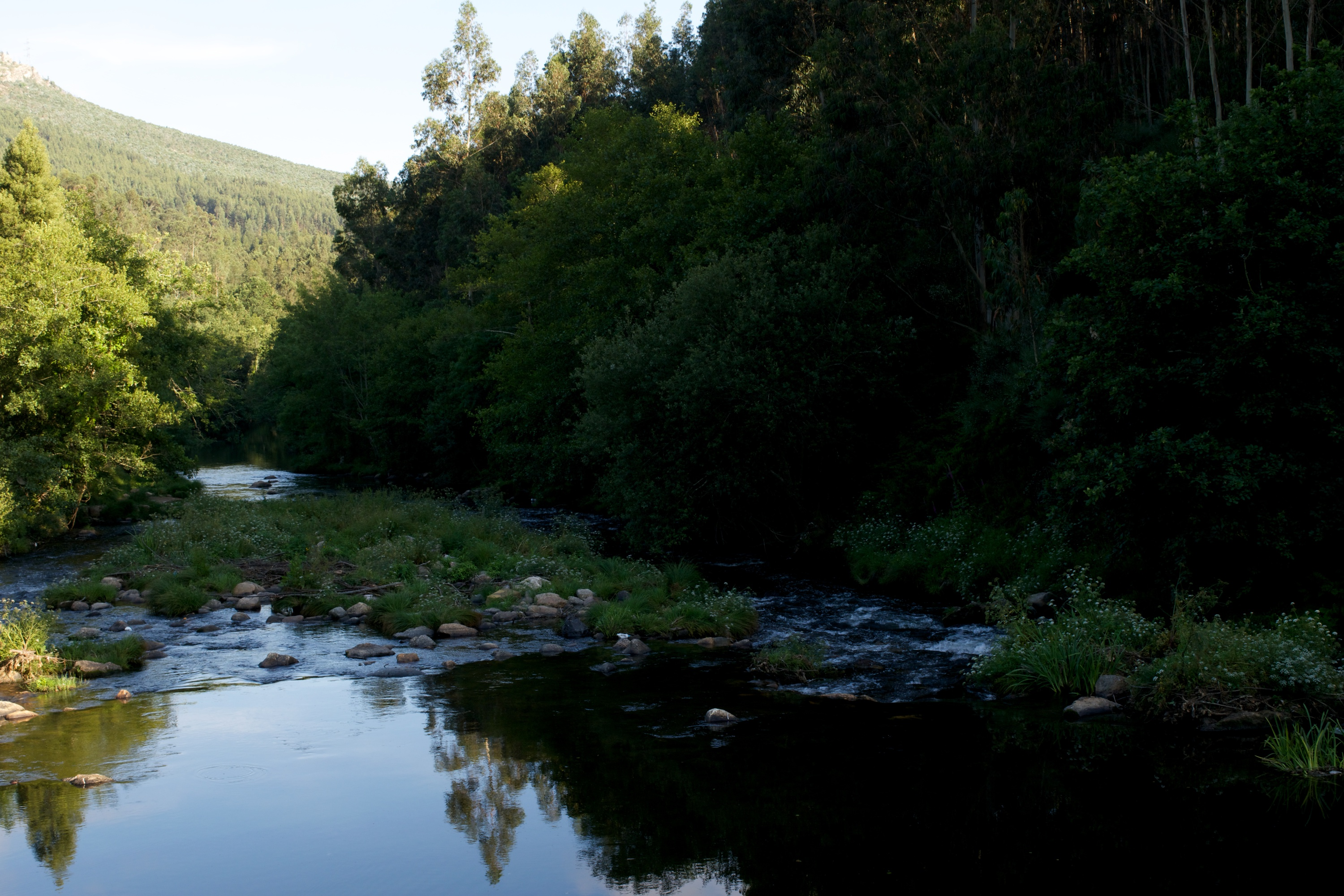
Parque das Serras do Porto

A serra de Santa Justa e Pias simboliza a importância do património natural na evolução da vida no concelho. Com o seu aparecimento, criaram-se as condições que possibilitaram as mineralizações de ouro e antimónio, exploradas desde os romanos até à Segunda Guerra Mundial, assim como a lousa, desde o século XIX até aos nossos dias. O rio Ferreira viabilizou o sistema de regadio dos campos de milho e o movimento de centenas de mós, desenvolvendo a indústria da panificação e do biscoito. Hoje, podemos apreciar a sua geo e biodiversidade, destacando-se as importantes jazidas fossilíferas que motivaram a criação do Parque Paleozoico em 1995, o Sítio Rede Natura 2000 “Valongo” em 1997 e a sua classificação como Área de Paisagem Protegida Local em 2011. Em 2016, em conjunto com os municípios de Gondomar e Paredes, Valongo criou o Parque das Serras do Porto, o maior pulmão verde da Área Metropolitana do Porto.

## Gastronomia
Valongo possui uma riqueza considerável no que concerne à gastronomia, destacando-se: o Pão, a Regueifa, os Biscoitos tradicionais, Sopa Seca e Cabrito Assado em forno de lenha.

## Personalidades ilustres

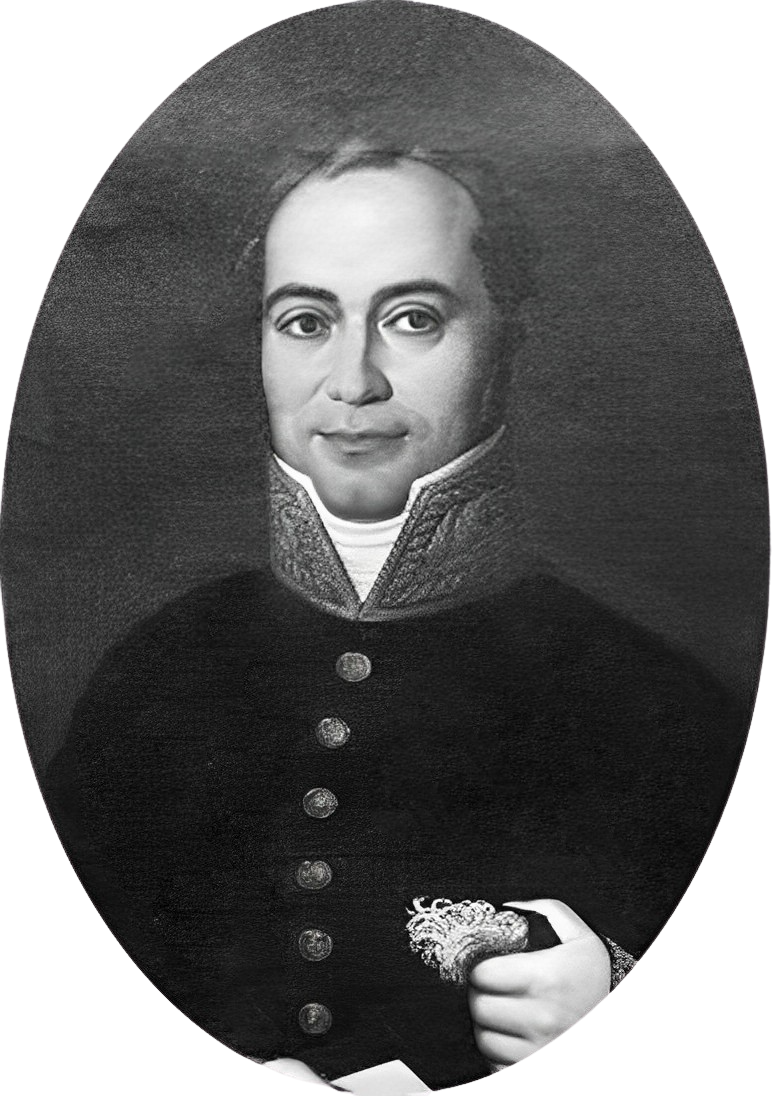
António Dias de Oliveira

- Visconde de Valongo
- Afonso Ribeiro Freitas
- Alberto Ribeiro
- António Dias de Oliveira
- António Martins de Oliveira
- António Mendes Moreira
- António Oliveira Zina
- Fernando Moreira
- Joaquim Leão
- Maria Adelaide Amaral
- Nuno Ribeiro
- Rui Vinhas

## Política

### Eleições autárquicas[22]
| Data | %     | V     | %       | V       | %       | V       | %             | V             | %              | V  | %              | V      | %              | V          | %              | V   | %              | V   | %    | V   | %              | V       | %   | V   | %   | V   | %  | V  | %   | V   | %  | V  | Participação |                |
| Data | PS    | PS    | PPD/PSD | PPD/PSD | CDS-PP  | CDS-PP  | FEPU/ APU/CDU | FEPU/ APU/CDU | AD             | AD | UDP/BE         | UDP/BE | PCTP/ MRPP     | PCTP/ MRPP | PPM            | PPM | PRD            | PRD | PSN  | PSN | PSD-CDS        | PSD-CDS | IND | IND | MPT | MPT | CH | CH | PAN | PAN | NC | NC | Participação |                |
| ---- | ----- | ----- | ------- | ------- | ------- | ------- | ------------- | ------------- | -------------- | -- | -------------- | ------ | -------------- | ---------- | -------------- | --- | -------------- | --- | ---- | --- | -------------- | ------- | --- | --- | --- | --- | -- | -- | --- | --- | -- | -- | ------------ | -------------- |
| Data | 1976  | 40,50 | 3       | 27,74   | 2       | 14,74   | 1             | 13,63         | 1              |    |                |        |                |            |                |     |                |     |      |     |                |         |     |     |     |     |    |    |     |     |    |    |              | 68,99 / 100,00 |
| 1979 | 35,65 | 3     | AD      | AD      | AD      | AD      | 17,58         | 1             | 42,46          | 3  | 1,53           | -      | 0,68           | -          | AD             | AD  | 75,08 / 100,00 |     |      |     |                |         |     |     |     |     |    |    |     |     |    |    |              |                |
| 1982 | 42,36 | 4     | 25,00   | 2       | 10,17   | -       | 19,04         | 1             |                |    | 0,66           | -      |                |            |                |     | 73,15 / 100,00 |     |      |     |                |         |     |     |     |     |    |    |     |     |    |    |              |                |
| 1985 | 41,71 | 3     | 32,32   | 3       | 5,24    | -       | 11,58         | 1             | 0,62           | -  | 6,24           | -      | 63,36 / 100,00 |            |                |     |                |     |      |     |                |         |     |     |     |     |    |    |     |     |    |    |              |                |
| 1989 | 47,07 | 5     | 35,30   | 3       | 3,65    | -       | 10,72         | 1             |                |    |                |        | 59,23 / 100,00 |            |                |     |                |     |      |     |                |         |     |     |     |     |    |    |     |     |    |    |              |                |
| 1993 | 39,27 | 4     | 45,02   | 4       |         |         | 10,52         | 1             | 1,98           | -  | 65,52 / 100,00 |        |                |            |                |     |                |     |      |     |                |         |     |     |     |     |    |    |     |     |    |    |              |                |
| 1997 | 35,40 | 3     | 53,45   | 6       | 6,25    | -       | 0,71          | -             | 0,00           | -  | 62,54 / 100,00 |        |                |            |                |     |                |     |      |     |                |         |     |     |     |     |    |    |     |     |    |    |              |                |
| 2001 | 32,38 | 3     | 56,11   | 6       | 6,04    | -       | 1,18          | -             |                |    | 57,34 / 100,00 |        |                |            |                |     |                |     |      |     |                |         |     |     |     |     |    |    |     |     |    |    |              |                |
| 2005 | 40,63 | 4     | 44,18   | 5       | 6,58    | -       | 3,86          | -             | 61,57 / 100,00 |    |                |        |                |            |                |     |                |     |      |     |                |         |     |     |     |     |    |    |     |     |    |    |              |                |
| 2009 | 27,19 | 3     | CDS-PP  | CDS-PP  | PPD/PSD | PPD/PSD | 4,63          | -             | 2,73           | -  | 34,27          | 4      | 22,93          | 2          | 60,99 / 100,00 |     |                |     |      |     |                |         |     |     |     |     |    |    |     |     |    |    |              |                |
| 2009 | 27,19 | 3     | CDS-PP  | CDS-PP  | PPD/PSD | PPD/PSD | 4,63          | -             | 2,73           | -  | 34,27          | 4      | 4,96           | -          | 60,99 / 100,00 |     |                |     |      |     |                |         |     |     |     |     |    |    |     |     |    |    |              |                |
| 2013 | 38,87 | 4     | 36,74   | 4       | 2,56    | -       | 8,32          | 1             | 4,36           | -  | PSD            | PSD    |                |            |                |     | 50,88 / 100,00 |     |      |     |                |         |     |     |     |     |    |    |     |     |    |    |              |                |
| 2017 | 57,31 | 6     | CDS-PP  | CDS-PP  | PPD/PSD | PPD/PSD | 5,22          | -             | 4,21           | -  |                |        | 26,39          | 3          | 1,58           | -   | 53,69 / 100,00 |     |      |     |                |         |     |     |     |     |    |    |     |     |    |    |              |                |
| 2021 | 50,12 | 6     | CDS-PP  | CDS-PP  | PPD/PSD | PPD/PSD | 5,12          | -             | 4,85           | -  | 24,16          | 3      |                |            | 4,20           | -   | 2,98           | -   | 2,73 | -   | 47,79 / 100,00 |         |     |     |     |     |    |    |     |     |    |    |              |                |

### Eleições legislativas
| Data | %     | %     | %     | %     | %     | %     | %        | %     | %    | %    | %     | %   | %       | % | %  | %  |  |
| Data | PS    | PSD   | CDS   | PCP   | UDP   | AD    | APU/ CDU | FRS   | PRD  | PSN  | BE    | PAN | PSD CDS | L | IL | CH |  |
| ---- | ----- | ----- | ----- | ----- | ----- | ----- | -------- | ----- | ---- | ---- | ----- | --- | ------- | - | -- | -- |  |
| Data | 1976  | 47,24 | 23,40 | 14,01 | 7,92  | 1,57  |          |       |      |      |       |     |         |   |    |    |  |
| 1979 | 37,85 | AD    | AD    | APU   | 1,94  | 40,31 | 15,54    |       |      |      |       |     |         |   |    |    |  |
| 1980 | FRS   | AD    | AD    | APU   | 1,49  | 41,72 | 12,54    | 38,86 |      |      |       |     |         |   |    |    |  |
| 1983 | 47,19 | 23,51 | 10,06 | APU   | PSR   |       | 14,75    |       |      |      |       |     |         |   |    |    |  |
| 1985 | 24,82 | 26,66 | 8,26  | APU   | 1,08  | 13,42 | 22,02    |       |      |      |       |     |         |   |    |    |  |
| 1987 | 28,27 | 50,71 | 2,61  | CDU   | 0,71  | 10,21 | 3,85     |       |      |      |       |     |         |   |    |    |  |
| 1991 | 33,97 | 50,89 | 2,73  | CDU   |       | 7,18  | 0,51     | 1,16  |      |      |       |     |         |   |    |    |  |
| 1995 | 47,65 | 35,71 | 6,16  | CDU   | 0,31  | 7,13  |          | 0,36  |      |      |       |     |         |   |    |    |  |
| 1999 | 49,90 | 31,65 | 5,76  | CDU   |       | 7,11  | 0,19     | 2,06  |      |      |       |     |         |   |    |    |  |
| 2002 | 42,88 | 37,78 | 7,68  | CDU   | 5,54  |       | 2,68     |       |      |      |       |     |         |   |    |    |  |
| 2005 | 50,29 | 25,35 | 4,94  | CDU   | 6,64  | 7,36  |          |       |      |      |       |     |         |   |    |    |  |
| 2009 | 43,16 | 25,45 | 8,67  | CDU   | 6,84  | 10,34 |          |       |      |      |       |     |         |   |    |    |  |
| 2011 | 33,40 | 35,92 | 8,91  | CDU   | 7,48  | 8,91  | 1,04     |       |      |      |       |     |         |   |    |    |  |
| 2015 | 33,86 | CDS   | PSD   | CDU   | 8,25  | 13,05 | 1,79     | 33,91 | 0,54 |      |       |     |         |   |    |    |  |
| 2019 | 38,59 | 26,08 | 2,27  | CDU   | 5,85  | 11,49 | 4,17     |       | 0,84 | 1,27 | 0,76  |     |         |   |    |    |  |
| 2022 | 45,02 | 27,92 | 1,00  | CDU   | 3,96  | 5,46  | 2,14     | 1,12  | 4,79 | 4,78 |       |     |         |   |    |    |  |
| 2024 | 31,82 | AD    | AD    | CDU   | 25,36 | 2,74  | 5,02     | 2,70  | 3,17 | 5,83 | 17,30 |     |         |   |    |    |  |

## Cidades geminadas
- Mé-Zochi, São Tomé e Príncipe
- Trélazé, França
- Luanda, Angola
- Fortaleza, Brasil